# RV Водолея
RV Водолея (лат. RV Aquarii) — одиночная переменная звезда в созвездии Водолея на расстоянии приблизительно 2799 световых лет (около 858 парсеков) от Солнца. Видимая звёздная величина звезды — от более +13m до +9m.

## Характеристики
RV Водолея — красная углеродная пульсирующая переменная звезда, мирида (M) спектрального класса C6,3e. Эффективная температура — около 3287 К.